# Cylindraspis vosmaeri
Cylindraspis vosmaeri — вид велетенських суходільних черепах. Ендемік острова Родригес. Вид вимер близько 1800 року, через те, що люди завезли на острів хижаків і полювали на черепах.

## Таксономія
На острові також був поширений значно менший родич Cylindraspis peltastes. Обидва види походять із виду з острова Маврикій (предок Cylindraspis inepta), який поширився на Родригесі багато мільйонів років тому, а тоді розділився на два види.

## Опис
Представники виду Cylindraspis vosmaeri були надзвичайно високими, з довгими шиями та зверненим вгору карапаксом, що робило їхнє тіло, схоже на жирафу, подібним до завроподів.
Вид Cylindraspis vosmaeri був описаний ранніми колоністами як слухняна, лагідна травоїдна тварина, з нахилом збиратися у великі стада, особливо у вечірній час. Один із ранніх поселенців-гугенотів, в 1707 році, описав незвичайну поведінку групи цих тварин:
|  | Є одна річ, дуже дивна; вони завжди розміщують вартових на певній відстані від стада на чотирьох кутах, до стада вартові повертаються спиною і дивляться так, наче на варті. Це ми завжди за ними спостерігаємо; і ця таємниця здається тим складнішою до розуміння, що ці істоти неспроможні себе захистити… Оригінальний текст (англ.) There's one thing very odd among them; they always place sentinels, at some distance from the troop at the four corners of the camp, to which the sentinels turn their backs, and look with their eyes, as if they were on watch. This we have always observed of them; and this mystery seems the more difficult to be comprehended, for that these creatures are incapable to defend themselves... |

## Екологічна роль

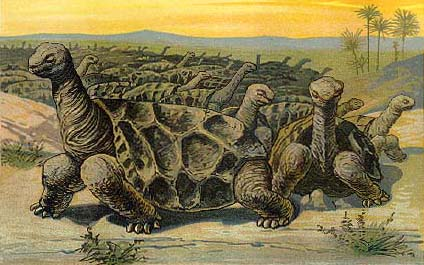
Малюнок стада Cylindraspis vosmaeri на острові Родригес

Згодом було виявлено, що стада черепах відігравали важливу роль в екосистемі острова й відтворенні лісів. Черепахи забезпечували поширення насіння дерев, а також «тераформування», підтримували збереження лісових галявин і басейнів. Зважаючи на цей факт, було вжито заходів для введення аналогічних видів черепах із інших частин світу, щоб допомогти у відновленні зруйнованого природного середовища острова Родригеса. Таким видом було обрано Альдабрську черепаху (Aldabrachelys gigantia) з Сейшельських островів, хоча вона й дуже відмінна за будовою тіла.

## Вимирання
До моменту появи перших поселенців, на острові були значні стада черепах на тисячі особин. Як і багато інших острівних видів, вони, за повідомленнями, були дружніми і не боялися людей. Проте, в наступні роки, масові заготівлі й експорт продуктів харчування, а також введення інвазивних чужорідних видів, швидко винищили черепах. Перші спроби зберегти вид почалися у XVIII столітті, коли французький губернатор Мае де Лабурдонне спробував на законодавчому рівні заборонити «винищення черепах» на острові, але цей процес тривав. Сотні тисяч черепах були завантажені у кораблі як запаси їжі або перевозилися на Маврикій, де їх спалювали для жиру і олії. Оскільки їхній панцир дуже тонкий, багато черепах загинуло внаслідок транспортування у тісних умовах.
Уцілілий представник виду був виявлений на Родригесі 1795 року, на дні яру. Ще в 1802 році є згадка про те, що вцілілі черепахи гинули внаслідок великих пожеж, якими очищувалася територія острова для сільського господарства, але не зовсім очевидно, про який із двох острівних видів йде мова.